# Cryptocosma perlalis
Cryptocosma là một chi bướm đêm thuộc họ Crambidae. Chi này chỉ gồm một loài Cryptocosma perlalis, thường được tìm thấy ở Brazil, Surinam và Panama.